# Publio Nigidio Fígulo
Publio Nigidio Fígulo (en latín, Publius Nigidius Figulus; c. 98 a. C.-45 a. C.) fue un político, erudito, filósofo y gramático romano del siglo I a. C.

## Origen familiar
Sus orígenes familiares no se conocen con seguridad. Según Wiseman, era de origen pompeyano y por tanto un homo novus. Según Gruen, podría descender de Cayo Nigidio que fue pretor a mediados del siglo II a. C. y por tanto de rango pretorio. Nigidio fue miembro de la gens Nigidia, que está ampliamente representada en la región campana alrededor de Pompeya.

## Carrera pública
Nigidio era senador en el año 63 a. C. Pudo haber ejercido la edilidad en el año 61 a. C., ya que estuvo implicado en el juicio del año 59 a. C. contra Cayo Antonio Híbrida supuestamente en calidad de iudex quaestionis. Obtuvo la pretura en 58 a. C. Desde el siglo XIX se ha pensado que ocupó el tribunado de la plebe en el año 59 a. C., pero esto supone una irregularidad en su cursus honorum que puede descartarse.
Amistó con Cicerón y ostentó cargos en Asia Menor en 52 a. C. Acumuló allí gran cantidad de conocimientos y reinstauró y divulgó el Neopitagorismo al volver a Roma; conoció gran fama como erudito y sobre todo como astrólogo y adivino, en especial mediante la llamada brontomancia o adivinación por el ruido de los truenos. Durante la guerra civil entre Julio César y Pompeyo se granjeó el favor de este último. Fue enviado al exilio por César en 46 a. C. Murió en 45 a. C. cuando volvía a Roma gracias a la intercesión de su amigo Cicerón como recuerda Suetonio.[cita requerida]

## Obra
Se considera a Fígulo un exponente del eclecticismo erudito de origen alejandrino, a la manera de Marco Terencio Varrón. Además, promovió el Neopitagorismo en Roma al mezclarlo con elementos órficos, motivos mágicos y astrológicos de origen oriental. Dos siglos después de su muerte, Aulo Gelio lo comparó con Varrón, considerando a ambos los mayores eruditos de aquella época. 
Nigidio Figulo fue citado por Apuleyo en su Apología, 42 y por San Agustín de Hipona en De civitate Dei, V, 3. Aunque todas las obras propias de Fígulo se han perdido, se conoce su pensamiento a través de las referencias a él que hacen Séneca, Aulo Gelio, Servio y Macrobio, que citan los siguientes títulos suyos.
- Sobre Astronomía y Filosofía Pitagórica: De exitis, De auguria privata, De somnis, De dis.
- Sobre Ciencia Natural: De animalibus, De vento, De terris.
- Sobre Gramática: Commentarii gramatici.
- Sobre Retórica: De gestu.